# Elect Sport d'Abéché
Ne doit pas être confondu avec Elect-Sport FC.
Elect Sport d'Abéché est un club de football tchadien basé à Abéché, dans la région du Ouaddaï. Il a participé à plusieurs reprises au Championnat national du Tchad, d'abord en 2008 après s'être qualifié via la ligue régionale du Ouaddaï.
Leur dernière apparition remonte à 2013, où ils se sont qualifiés après avoir remporté les éliminatoires du championnat de la zone 2 du nord-est, en battant les Bafana Bafana de Biltine lors du match final.